# Maysan
La province de Maysan est une des 19 provinces d'Irak.
Avant 1976 elle s'appelait province d'Al-`Amâra. L’appellation « province de Missane » peut également être rencontrée.

## Géographie
Cette province est peuplée en grande majorité d'arabes musulmans chiites. Elle était la patrie des Arabes des marais.
Cette population vivait du roseau : vivants sur des îlots de roseaux et naviguant sur des bateaux en roseaux et habitant des maisons en roseaux. Saddam Hussein engagea alors une campagne d'assèchement de ces régions qui camouflait une campagne de répression contre cette minorité qui cachait des opposants chiites en fuite. En 2003, les habitants des marais du sud de l’Irak ont profité de l’absence de pouvoir central pour détruire les digues construites par le régime de Saddam Hussein. Cette reconquête des terres humides a été soutenue par le Programme des Nations unies pour l'environnement en 2004.
Cette province avec les provinces d'Al-Basrah et de Dhi Qar ont voulu former une région autonome.

## Districts
| District          |              | Capitale          |              |
| ----------------- | ------------ | ----------------- | ------------ |
| Al-Amara          | العمارة      | Al-Amara          | العمارة      |
| Ali Al-Gharbi     | علي الغربي   | Ali Al-Gharbi     | علي الغربي   |
| Al-Maymuna        | الميمونة     | Al-Maymuna        | الميمونة     |
| Qal`at Sâlah      | قلعة صالح    | Qalat Salah       | قلعة صالح    |
| Al-Mejar al-Kabir | المجر الكبير | Al-Mejar al-Kabir | المجر الكبير |
| Al-Kahla          | الكحلاء      | Al-Kahla          | الكحلاء      |

### Sources
- (en) Cet article est partiellement ou en totalité issu de l’article de Wikipédia en anglais intitulé « Maysan Province » (voir la liste des auteurs).
- Wilfred Thesiger, Les Arabes des marais - Tigre et Euphrate, Éd. Plon, collection Terre humaine (ISBN 978-2259202329)
- Le PNUE lance un nouveau projet pour la restauration des marais irakiens